# 지수이탄역
지수이탄역(중국어: 积水潭站)은 중국 베이징시 시청구 더성 가도·스차하이 가도·신제커우 가도 접경 북2환로·신제커우 외대가·신제커우 북대가·더성먼 서대가 교차로의 지수이탄교 아래에 위치한 베이징 지하철 2호선과 19호선의 환승역이다. 2호선의 역은 1984년 9월 20일 개통, 19호선의 역이 2021년 12월 31일 개통되었다.

## 위치
2호선 지수이탄역은 더성먼 서대가(북2환, 동서 방향)와 신제커우 북대가 - 신제커우 외대가(남북 방향)의 교차로 앞 지수이탄교 동쪽에 동서 방향으로 배치되어 있고, 19호선의 역은 지수이탄교 남쪽에 위치하여 남북 방향으로 배치되어 있다.

## 역 구조
2호선 지수이탄역은 섬식 승강장을 사용하고 있다. 19호선은 지하 3층 섬식 승강장으로 건설된 개방형의 역으로, 총 길이는 269.4m로 대합실 층 환승 통로를 통해 2호선으로 환승이 가능하다.

### 층별 구조
| 지면층   | 가도                            | A-D, F-G출입구                                  |
| 지하 1층 | 2호선 대합실                    | 고객 서비스 센터, 자동 발매기, 19호선 환승 통로 |
| 지하 2층 | ←                               | ■ 2호선 외선순환 방면(시즈먼)                   |
| 지하 2층 | 섬식 승강장, 왼쪽 출입문이 열림 |                                                 |
| 지하 2층 | →                               | ■ 2호선 내선순환 방면(구러우다제)               |
| 지하 3층 | 19호선 대합실                   | 고객센터, 자동 발매기, 출입구, 2호선 환승 통로  |
| 지하 4층 | ←                               | ■ 19호선 무단위안 방면(베이타이핑좡)            |
| 지하 4층 | 섬식 승강장, 왼쪽 출입문이 열림 |                                                 |
| 지하 4층 | →                               | ■ 19호선 신궁 방면(핑안리)                      |

### 대합실
2호선 지수이탄역은 동쪽과 서쪽에 2개의 대합실이 있다. 또한, 2015년에 추가된 동쪽 대합실의 북쪽에도 매표소가 있으며 B1과 B2 출구로 연결된다. 2021년 서쪽 대합실의 남쪽에 승강장 중앙까지 연장되는 통로가 건설됨과 동시에 3개의 계단을 통해 2호선 승강장과 연결되며, 동시에 2호선 승강장까지 직진 엘리베이터가 설치되어 현재 직선 엘리베이터가 건설되었다. 또한, 서쪽 대합실의 서쪽 끝에는 환승 통로가 있다. 19호선 지수이탄역 대합실은 신제커우 북대가 지하에 위치하여, 벽에는 각각 세상지(洗象池), 조운선(漕运船), 관어곡교(观鱼曲桥), 춘제관류(春堤观柳), 더성먼(德胜门) 및 망해루(望海楼)를 보여주는 일련의 예술 작품 "빙창억경《凭窗忆景》" 으로 장식되어 있다. 19호선에서 2호선으로 가는 환승 통로 옆에 지수탄 조운과 황가세상지(皇家洗象池)를 보여주는 벽화 "담파회영《潭波回影》"도 있다.

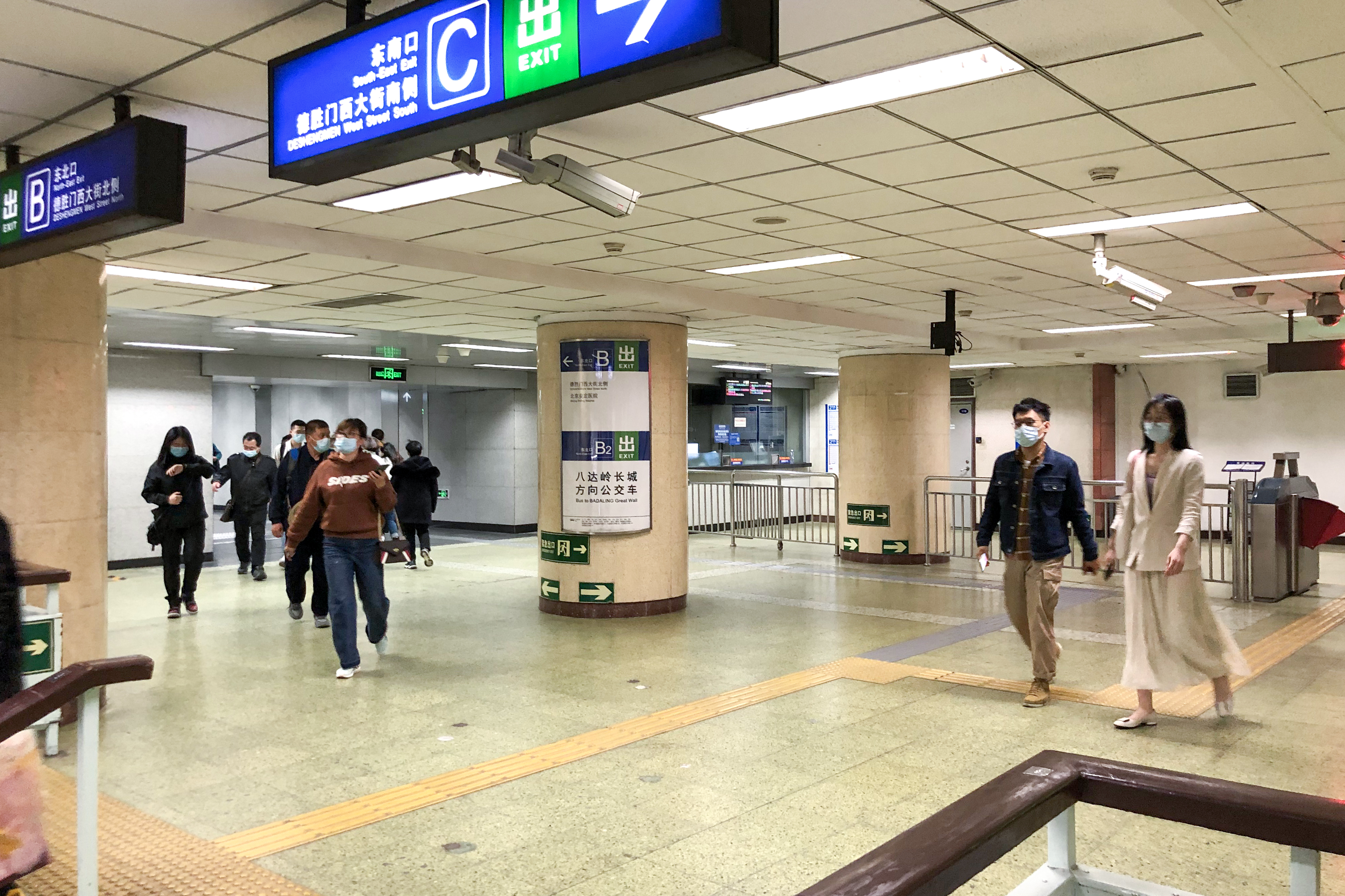
지수이탄역 2호선 동 대합실 (2021년 4월 촬영)
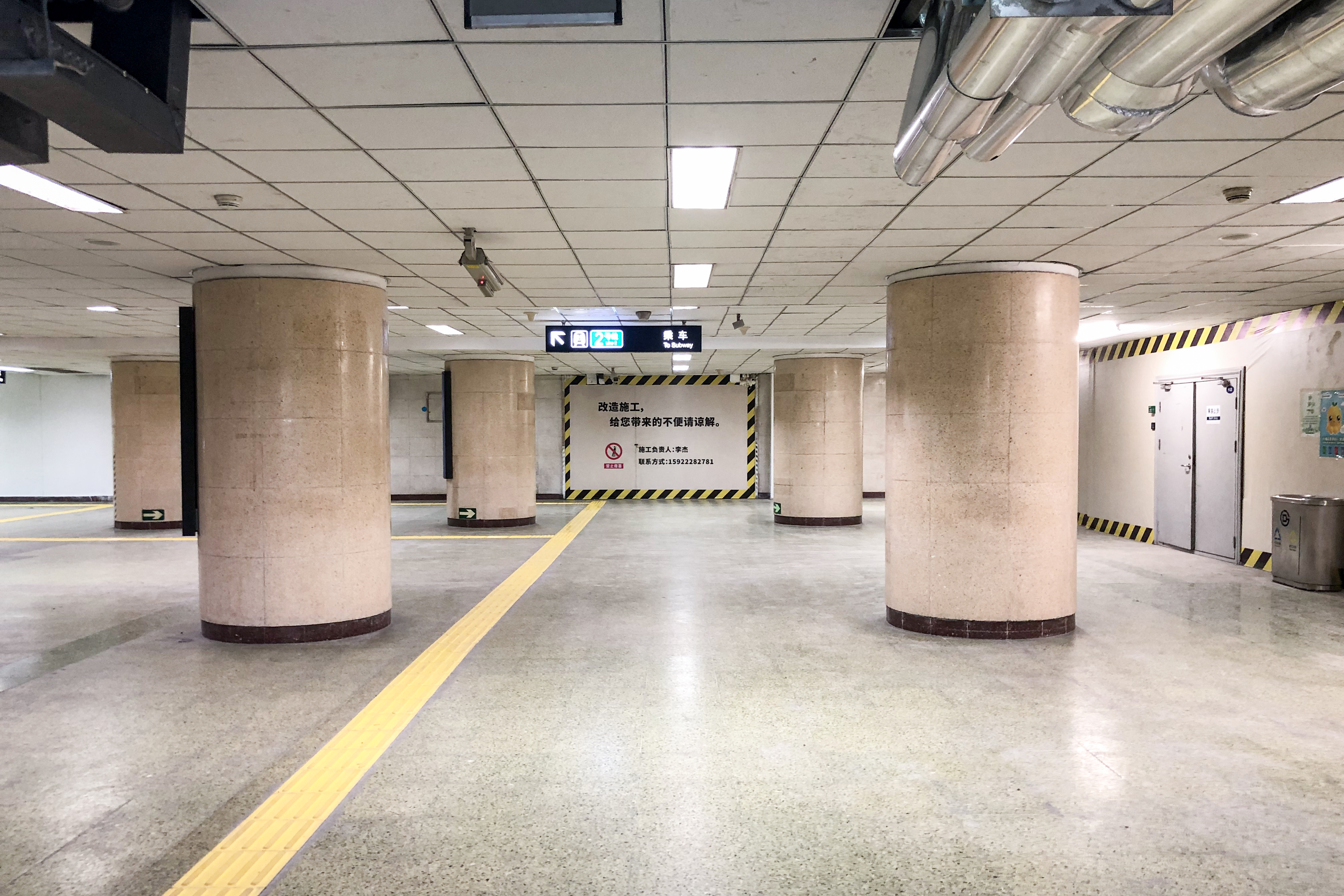
지수이탄역 2호선 서 대합실 (2021년 6월 촬영)
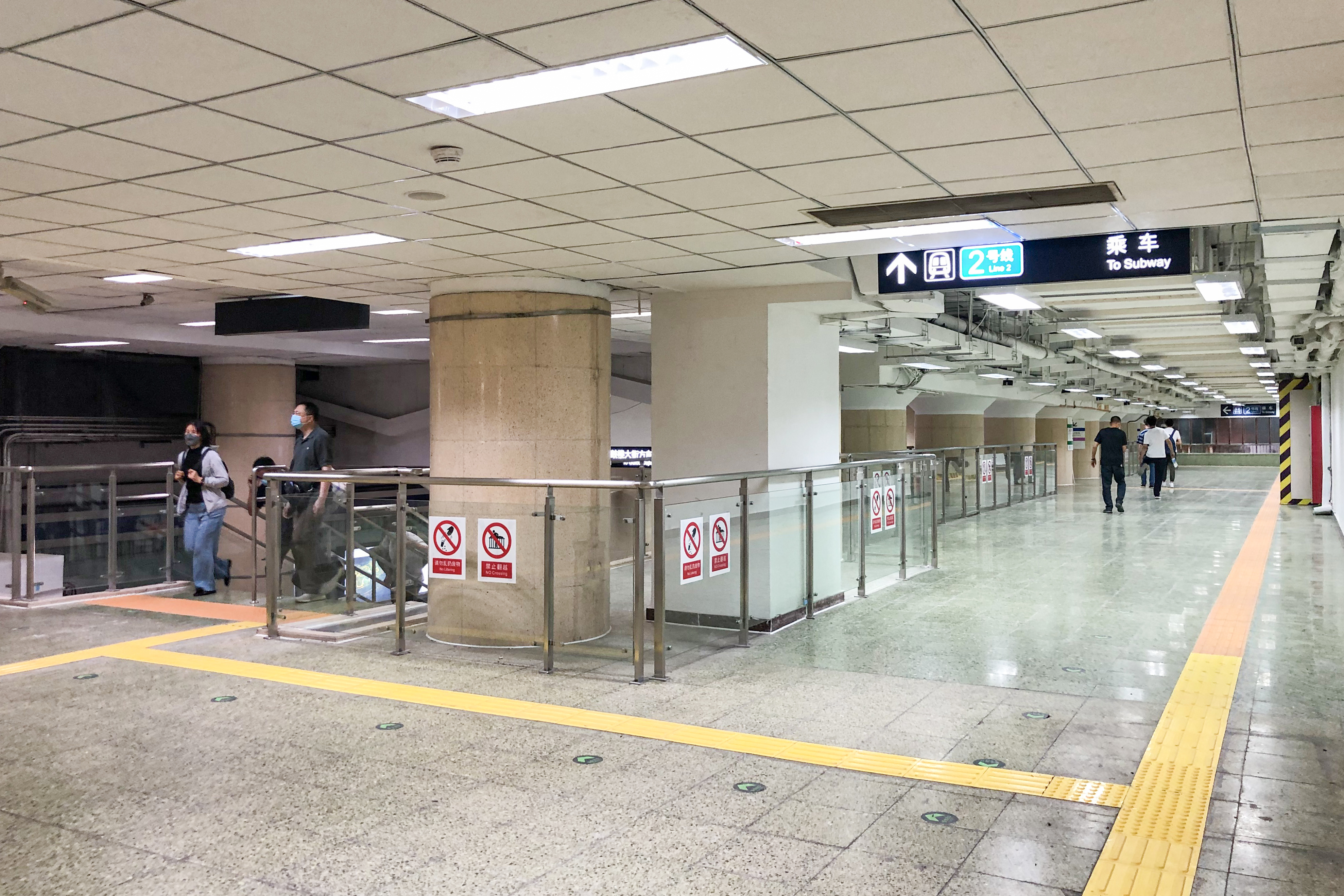
지수이탄역 2호선 서 대합실 확장 공사 모습 (2021년 6월 촬영)
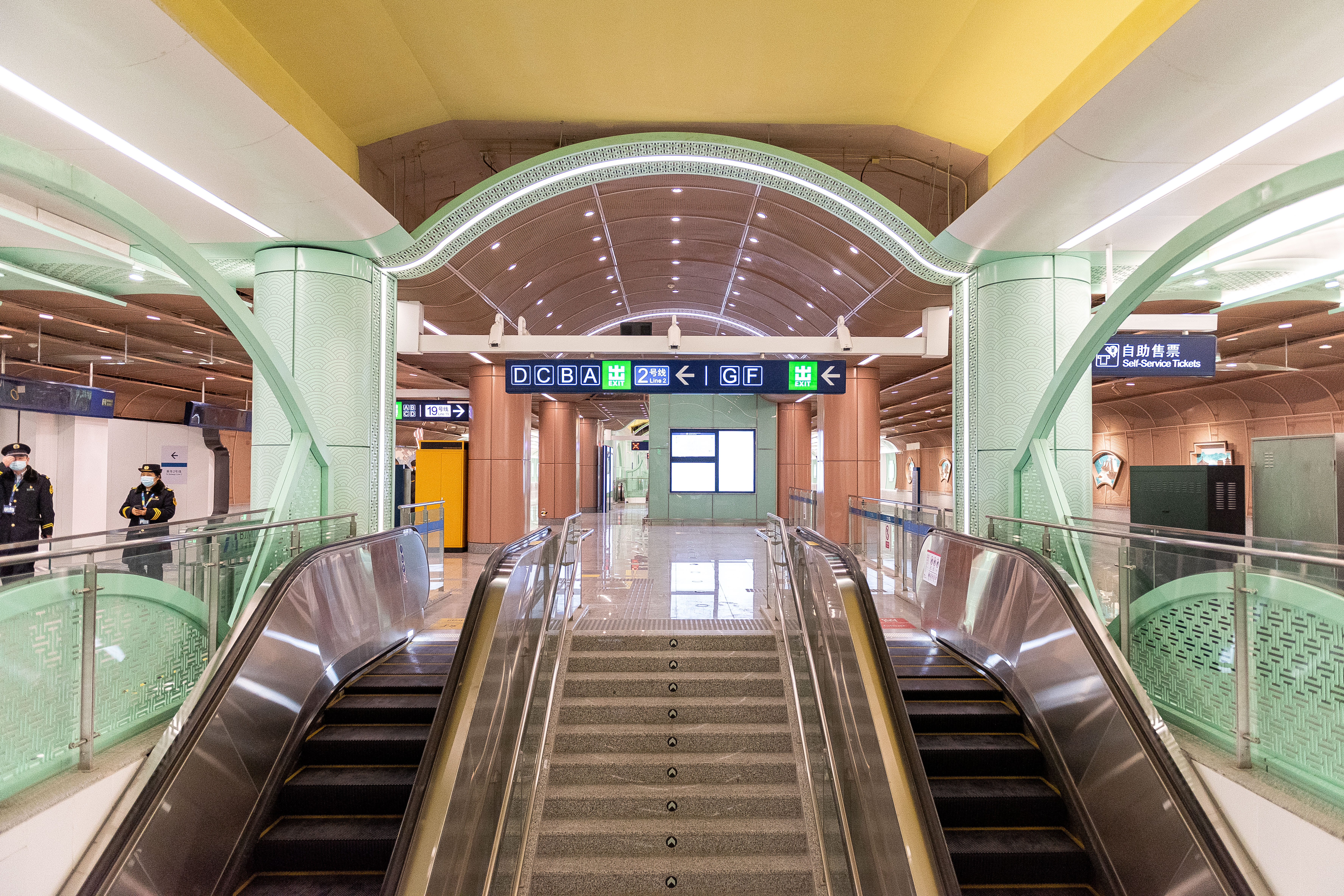
지수이탄역 19호선 대합실 (2021년 12월 촬영)
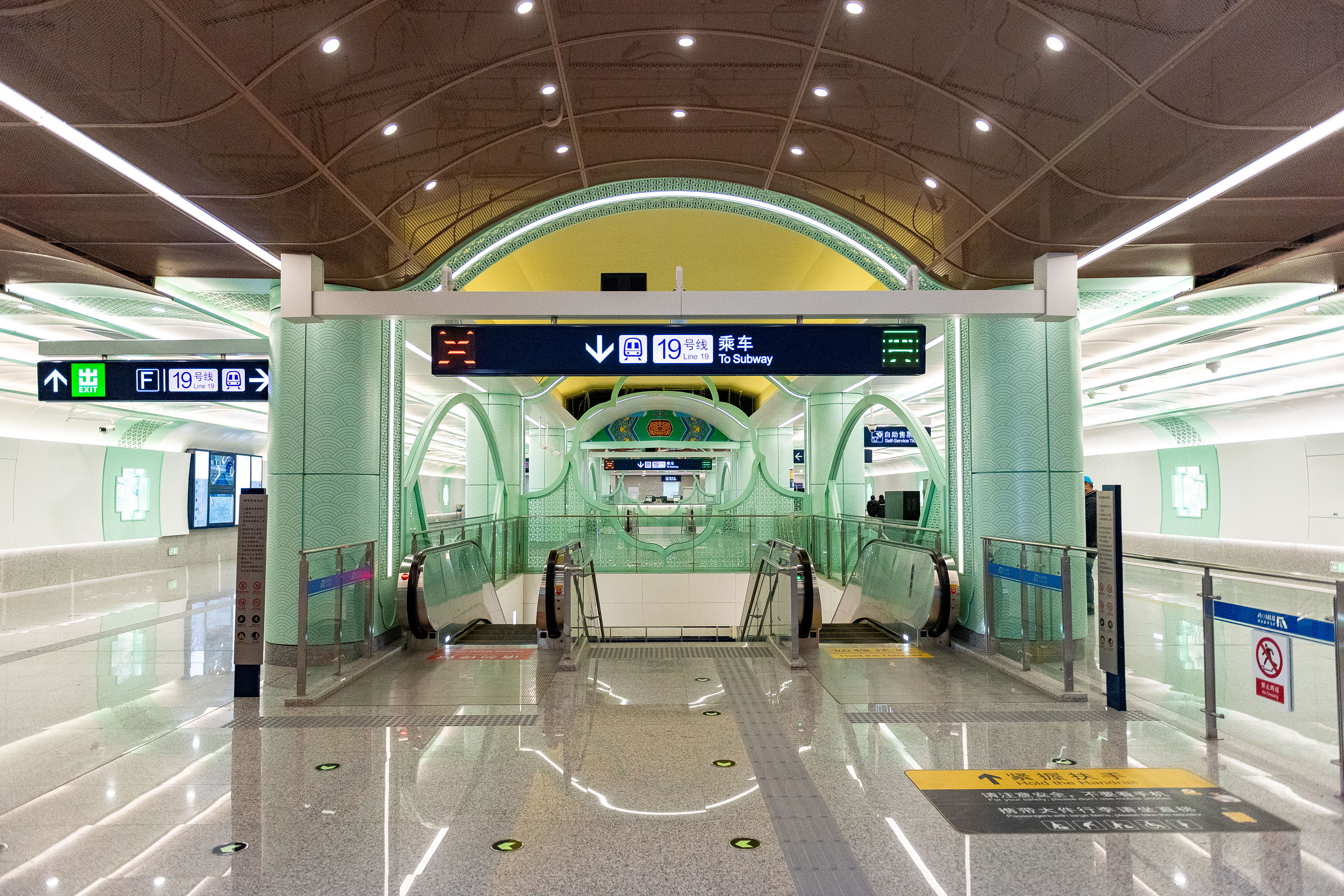
지수이탄역 19호선 대합실 (2021년 12월 촬영)

### 승강장
2호선은 북2환로 아래에 섬식 승강장이 있다. 승강장의 서쪽 끝에 있는 계단 뒤에 환승 통로가 있다. 19호선에는 신제커우 북대가 아래에 섬식 승강장이 있다.

## 출구
지수이탄 역에는 기존엔 3개 출구(A서복, B동남, C서남)가 있었다. 2015년 9월 30일 개통된 더성먼 서 버스터미널내의 동북쪽 B출구가 신설되었고, 기존 B출구는 C출구로, 기존 C출구는 D출구로 바뀌었다. 19호선 공사로 인해 지수이탄역 D출구는 2020년 12월 18일 첫 열차부터 추후 공지가 있을 때까지 폐쇄되었다. D출구에 있던 기존 지상 건물은 2021년 4월 8일 이전에 철거되었고, 2호선 서 대합실(A, D)의 보안 검색대와 개찰구도 지상 대합실로 이전되었다. A출구에 새로 건설된 지상 구역이 2021년 6월 18일에 개장되었다. 또한, 19호선 역과 함께 재건축된 출입구 D 외에 F, G1 출입구도 있다.
|                                          | |
|                                          | |
| 출구                                     | 출구 인근 |
| 出口 · A                                 | 신제커우 외대가, 베이징 지하철 운영 유한회사 제3지사                                                           |
| 出口 · B · 1                             | 더성먼 서대가 북측, 더성먼 서 버스터미널(德胜门西公交场站)                                                     |
| 出口 · B · 2                             | 더성먼 서대가 북측, 더성먼 서 버스터미널, 덕승문전루(德胜门箭楼), 팔달령장성 방면 버스                         |
| 出口 · C                                 | 베이징 프랑스어연맹(北京法语联盟), 더성먼 서대가 남측                                                          |
| 出口 · D                                 | 신제커우 북대가, 베이징시 국립공인처, 쓰촨 호텔, 수베이훙 기념관, 싱제팡 쇼핑센터, 해방군가극원, 지수이탄 병원 |
| 出口 · F                                 | 신제가오허 |
| 出口 · G · 1                             | 우메이·신제커우 중심(物美·新街口中心)                                                                          |
| 아이콘 설명: 엘리베이터 \| 휠체어 리프트 | |

- 지수이탄 역에 진입한 DK19형 열차
- C출구, 기존에는 B출구였다.
- 더성먼 서 버스터미널내의 B2출구